# Marie Vavroňová
Marie Vavroňová (* 23. září 1946 Votice) je ředitelka, socioterapeutka, spoluzakladatelka organizace ROSA – centra pro ženy, z.s. zabývající se domácím násilím.

## ROSA – centrum pro ženy, z.s.
V roce 1993 založily sociální pracovnice Marie Vavroňová a Zdena Prokopová neziskovou organizaci ROSA. Šlo o první organizaci v ČR, která otevřela problém, o kterém se do té doby mlčelo. Věnují se obětem domácího násilí a jeho prevenci, která spočívá především v poskytování registrovaných sociálních služeb pro ženy, oběti domácího násilí a informovanosti. Vydávají příležitostný Newsletter, kde se lze dočíst, že v ČR bylo za dvacet let zavražděno kolem 200 žen svými partnery. Jsou v něm i případové studie. Zřejmě nejznámější obětí domácího násilí je česká spisovatelka Simona Monyová.
V ROSE – centru pro ženym z.s. registrované u Městského soudu Praha pod L9420 se poskytují konzultace a poradenské služby.
Azylové ubytování pro oběti a jejich děti je na utajené adrese.

### Akreditované kurzy
Akreditované kurzy MPSV č. A2020/1053-SP jsou organizovány na zvýšení kompetencí sociálních pracovníků a pracovnic při jednání s oběťmi domácího násilí, neboť jejich životní situace je velmi specifická a odlišná oproti jiné klientele sociálních služeb.

### Prevence
Marie Vavroňová s kolegyněmi pořádají přednášky a akce pro pedagogická pracoviště a studentskou veřejnost, aby je naučily rozpoznat signály ve vztazích, ve kterých se začínají rýsovat známky domácího násilí, což je někdy velmi těžké rozeznat.

### Ocenění
Fórum dárců a cena České televize z 30. 11. 2018    

## Dílo
- Marie Vavroňová, Zdena Prokopová: Přežila jsem, Rosa 2002
- Newsletter,[11] Rosa
- Od dobrého úmyslu k dobré spolupráci,[12] OSF 2006
- Vliv domácího násilí na zdraví žen,[13] Rosa 2010
- Kolektiv autorů: Sociálně právní ochrana dětí, MPSV[14]
- Domácí násilí: Staré problémy nová řešení[15]